# Aéroport régional du Nord-ouest de l'Arkansas
L'aéroport régional du Nord-ouest de l'Arkansas, (code IATA : XNA • code OACI : KXNA) est un aéroport domestique desservant la ville de Fayetteville, siège du comté de Washington, dans l’État de l’Arkansas, aux États-Unis.

## Situation
L'aéroport est situé sur la commune de Highfill.

### Carte des aéroports en Arkansas
| Nord-ouest de l'Arkansas Texarkana Comté de Boone Hot Springs-Memorial Field Jonesboro Little Rock Fort Smith |